# Campionatul European de Scrimă din 2010
Campionatul European de Scrimă din 2010  s-a desfășurat în perioada 177-22 iunie la Leipzig în Germania.

## Rezultate

### Masculin
| Probă             | Aur                                                                   | Argint                                                               | Bronz                                                                        |
| Spadă             | Jean-Michel Lucenay (FRA)                                             | Gábor Boczkó (HUN)                                                   | Pavel Suhov (RUS) · Radosław Zawrotniak (POL)                                |
| Spadă pe echipe   | Ungaria Gábor Boczkó Géza Imre Tamás Padar Péter Somfai               | Ucraina Dmîtro Kariucenko Maksîm Hvorost Bohdan Nikișîn Ihor Reizlîn | Germania Jörg Fiedler Christoph Kneip Steffen Launer Martin Schmitt          |
| Floretă           | Andrea Baldini (ITA)                                                  | Valerio Aspromonte (ITA)                                             | Renal Ganeev (RUS) · Richard Kruse (GBR)                                     |
| Floretă pe echipe | Italia Valerio Aspromonte Giorgio Avola Andrea Baldini Andrea Cassarà | Rusia Aleksei Ceremisinov Renal Ganeev Aleksei Hovanski Artiom Sedov | Regatul Unit Laurence Halsted Edward Jefferies Richard Kruse Marcus Mepstead |
| Sabie             | Aleksei Iakimenko (RUS)                                               | Nicolas Limbach (GER)                                                | Boladé Apithy (FRA) · Oleh Șturbabin (UKR)                                   |
| Sabie pe echipe   | Italia Aldo Montano Diego Occhiuzzi Luigi Samele Luigi Tarantino      | Ucraina Dmîtro Boiko Dmîtro Pundîk Oleh Șturbabin Andrii Iahodka     | Germania Benedikt Beisheim Max Hartung Björn Hübner Nicolas Limbach          |

### Feminin
| Probă             | Aur                                                                              | Argint                                                                               | Bronz                                                                        |
| Spadă             | Imke Duplitzer (GER)                                                             | Magdalena Piekarska (POL)                                                            | Laura Flessel-Colovic (FRA) · Noam Mills (ISR)                               |
| Spadă pe echipe   | Polonia Danuta Dmowska-Andrzejuk Ewa Nelip Magdalena Piekarska Małgorzata Stroka | Italia Bianca Del Carretto Nathalie Moellhausen Mara Navarria Francesca Quondamcarlo | Franța Nathalie Alibert Maureen Nisima Hajnalka Kiraly Laura Flessel-Colovic |
| Floretă           | Valentina Vezzali (ITA)                                                          | Evgenia Lamonova (RUS)                                                               | Inna Deriglazova (RUS) · Elisa Di Francisca (ITA)                            |
| Floretă pe echipe | Italia Elisa Di Francisca Arianna Errigo Ilaria Salvatori Valentina Vezzali      | Germania Sandra Bingenheimer Carolin Golubytskyi Katja Wächter Martina Zacke         | Rusia Inna Deriglazova Larisa Korobeinikova Evgenia Lamonova Aida Șanaeva    |
| Sabie             | Svetlana Kormilițina (RUS)                                                       | Sofia Velikaia (RUS)                                                                 | Ilaria Bianco (ITA) · Sibylle Klemm (DEU)                                    |
| Sabie pe echipe   | Ucraina Olha Harlan Olena Homrova Halîna Pundîk Olha Jovnir                      | Rusia Ekaterina Diacenko Svetlana Kormilițina Iulia Gavrilova Sofia Velikaia         | Italia Ilaria Bianco Alessandra Lucchino Gioia Marzocca Irene Vecchi         |

### Clasament pe medalii
| Loc   | Țară         | Aur | Argint | Bronz | Total |
| ----- | ------------ | --- | ------ | ----- | ----- |
| 1     | Italia       | 5   | 2      | 3     | 10    |
| 2     | Rusia        | 2   | 4      | 4     | 10    |
| 3     | Germania     | 1   | 2      | 3     | 6     |
| 4     | Ucraina      | 1   | 2      | 1     | 4     |
| 5     | Polonia      | 1   | 1      | 1     | 3     |
| 6     | Ungaria      | 1   | 1      | 0     | 2     |
| 7     | Franța       | 1   | 0      | 3     | 4     |
| 8     | Regatul Unit | 0   | 0      | 2     | 2     |
| 9     | Israel       | 0   | 0      | 1     | 1     |
| Total | Total        | 12  | 12     | 18    | 42    |